# Peccatum (groupe)
Pour les articles homonymes, voir Peccatum.
Peccatum est un groupe de metal avant-gardiste norvégien, originaire de Notodden. Leurs influences sont très diverses, allant du black metal à la musique industrielle, ainsi que la musique classique et contemporaine. Huit ans après sa création, le groupe se sépare en mars 2006.

## Biographie
Peccatum est une œuvre familiale, composée de Vegard Sverre Tveitan, connu sous le nom d'Ihsahn (leader du groupe Emperor), d'Heidi Solberg Tveitan connu sous le nom d'Ihriel (Star of Ash) son épouse, et du frère d'Ihriel, Lord PZ. Depuis son lancement en 1998, le groupe recense trois albums, dont deux extended play. Le groupe fait paraître son premier album, Strangling from Within, le 23 novembre 1999, un album enregistré entre avril et septembre 1998. En 2000, le groupe sort Amor Fati, enregistré et mixé au Symphonique Studio. L'album est généralement bien accueilli par la presse spécialisée,,. Après le départ de Lord PZ, Peccatum sort en 2004 l'album qui est considéré comme le chef-d'œuvre et l'apogée du groupe, Lost in Reverie,, et dont le style y est plus classique et avant-gardiste.
Lost in Reverie et l'extended play qui lui succède, The Moribund People, accueilli par trois étoiles sur cinq sur AllMusic, sont publiés par le label Mnemosyne Production, dirigé par Ihriel et Ihsahn. Les époux décident d'un commun accord d'arrêter le projet, et de continuer leurs projets parallèles respectifs ; ils mettent fin au groupe le 4 mars 2006.

## Discographie
- 1999 : Strangling from Within
- 2000 : Oh, My Regrets (EP)
- 2000 : Amor Fati
- 2004 : Lost in Reverie
- 2005 : The Moribund People